# Abraxas malmundariense
Abraxas malmundariense là một loài bướm đêm trong họ Geometridae.